# تطويل (بلاغة)
الحشو أو التطويل هو استخدام عدد كبير غير ضروري من الكلمات للتعبير عن فكرة. يكون ذلك ضروريًا في بعض الأحيان في الاتصال (على سبيل المثال، للتغلب على الفجوات المعجمية التي قد تؤدي إلى صعوبة الترجمة)، ولكنه قد يكون أيضًا غير مرغوب فيه (عند استخدام صورة بلاغية ليست شائعة أو أن يسهل فهمه). التطويل هو استخدام العديد من الكلمات لوصف شيء له بالفعل مصطلح شائع وموجز (على سبيل المثال، قول «أداة تستخدم لقطع الأشياء مثل الورق والشعر» بدلاً من «مقص»). تستخدم معظم القواميس التطويل لتعريف الكلمات. يغلب أن يُستخدم التطويل الأشخاصُ الذين يعانون من الحبسة والأشخاص الذين يتعلمون لغة جديدة، حيث يمكن إعادة صياغة مصطلحات بسيطة للمساعدة في التعلم أو التواصل (على سبيل المثال، إعادة صياغة كلمة «الجد» على أنها «والد الأب»). من بين الاستخدامات الأخرى، يمكن استخدام الإطناب لبناء التهوين والإساءة المبطنة والالتباس اللفظي.